# Adonisea aetheria
Adonisea aetheria là một loài bướm đêm trong họ Noctuidae.